# HD 134064
HD 134064，又名BD+19 2924，SAO 101379、HR 5633，是一颗恒星，视星等为6.02，位于銀經24.65，銀緯57.61，其B1900.0坐标为赤經15h 2m 45.2s，赤緯+18° 57.61′ 41″。